# The Rock (chanson)
Pour les articles homonymes, voir The Rock.
The Rock est la sixième chanson du second disque du double album conceptuel Quadrophenia des Who, paru en 1973.
Le morceau est instrumental.

## Caractéristiques et description
L'auteur de The Rock, Pete Townshend, explique la place de la chanson dans la vie du personnage principal de l'opéra-rock, Jimmy :
« S'en allant sur un bateau, sortant à la mer et s'asseyant sur une roche, attendant qu'une vague le frappe, qui le fasse réfléchir sur lui-même. Il est finalement ici avec l'accumulation de sa rudesse frustrée, de son romantisme, de sa religion, de son audace - et de son désespoir, mais en un point de départ pour quiconque. »

Musicalement, cette pièce est un sommet de complexité. Il s'agit probablement de la pièce la plus subtile de l'album, voire de toute l'œuvre des Who. C'est un medley de six minutes rassemblant les quatre thèmes de l'album (voir introduction de l'article principal). Townshend avait pour but de fusionner ces quatre thèmes en un seul, pour symboliser la fin de la "quadrophénie" du personnage, et le début de son voyage spirituel. A un point de la chanson, une polyrythmie fait intervenir deux thèmes superposés, l'un en 3/4, l'autre en 4/4. Le thème à trois temps est à un tempo plus lent, ce qui fait que les deux mesures sont superposées. Ces considérations sont remarquablement évoluées pour un groupe de rock. Les Who peuvent ainsi se poser en rivaux pour les plus complexes des groupes progressifs de l'époque, comme Yes et Genesis.
Le thème de Keith Moon, Bell Boy, apparaît en premier. Vient ensuite celui de John Entwistle, Is it me?; puis Helpless Dancer (thème de Roger Daltrey), et, enfin Love, Reign o'er Me, thème de Pete Townshend. Le final de la chanson traduit le but de Townshend: les thèmes sont joués ensemble, en un contrepoint grandiose, donnant une profondeur mélodique et harmonique peu commune. Lors de ce final, on entend les accords de Bell Boy, le piano de Love, Reign o'er Me, les synthétiseurs d' Helpless Dancer. La chanson enchaîne ensuite directement sur la conclusion de l'album, Love, Reign o'er Me.

## En Concert
La seule interprétation en live du vivant de Keith Moon de The Rock date de 1973. Elle n'a plus été rejouée avant 1996.

## Sources
- Notes sur l'album et les chansons

- (en) Cet article est partiellement ou en totalité issu de l’article de Wikipédia en anglais intitulé « The Rock (song) » (voir la liste des auteurs).
- Site de référence sur l'album